# Passeport malaisien
Le passeport malaisien (en malaisien : pasport Malaysia) est un document de voyage international délivré aux ressortissants malaisiens, et qui peut aussi servir de preuve de la citoyenneté malaisienne. 

## Apparence

### Langues
Le passeport est rédigé en malaisien et en anglais.